# Luigi Bizzarri
Luigi Bizzarri (Bagnoregio, 10 agosto 1954) è un autore televisivo italiano.

## Biografia
Ha vissuto e lavorato a Roma dove si è trasferito subito dopo la laurea conseguita al DAMS di Bologna. Non appena conclusi gli studi ha da subito lavorato in Rai, in pensione si è ritirato in un eremo umbro dove coltiva la passione per la musica antica e il jazz. Senza dimenticare l’antica passione per gli studi storici.

### Carriera
Ha diretto la struttura di “Storia e Cultura “ di Rai 3. Autore e curatore del programma La Grande Storia di Rai 3, venti anni di programmazione, 220 film-documento andati in onda in prima serata. Ha realizzato come autore La Storia dei Papi del Novecento: Giovanni XXIII, Il Papa buono (1999), Pio XII il Principe di Dio (2003), Paolo VI, il Papa dimenticato (2004) Giovanni Paolo I, il Papa del sorriso (2005), Giovanni Paolo II, la storia di Karol Wojtyla (2006).
È stato responsabile dei programmi: Correva l’anno con Paolo Mieli, Enigma con Corrado Augias, Passpartout con Philippe Daverio, Gazebo con Diego Bianchi, Fuori quadro con Achille Bonito Oliva.
Responsabile editoriale del programma Nell’anno 2000, inchiesta sulla Chiesa Cattolica nel mondo, coprodotto con Rai Giubileo in collaborazione con il Comitato Centrale del Grande Giubileo (1999-2000).
Ha realizzato in qualità di supervisore editoriale i film-documento: La Croce e La Svastica in collaborazione con Padre F. Lombardi (2008), Madre Teresa con la consulenza di Padre F. Lombardi (2010), La Chiesa altrove con la consulenza di Padre F. Lombardi (2011), Gesù di Nazareth in collaborazione e presentazione di Padre F. Lombardi, La Chiesa nel Mondo, cinquant’anni dal Concilio Vaticano II con la collaborazione e presentazione di Padre F. Lombardi (2012), Maria di Magdala, le donne nella Chiesa con la collaborazione e presentazione di Padre F. Lombardi (2013), Francesco, La storia di Jorge Bergoglio con la consulenza e la presentazione di Padre F. Lombardi (2014)
È stato supervisore del programma Habemus Papam, Storia delle elezioni pontificie in coproduzione con Raitre, Centro Televisivo Vaticano e Musei Vaticani (2006)
Autore e regista del documentario Ut unum sint, 40 anni di ecumenismo prodotto dal Pontificio Consiglio per l’Unità dei Cristiani in collaborazione con il Centro Televisivo Vaticano (2004)
Autore e regista di 4 film-inchiesta: In nome della razza (1997), La seduzione del male (1998), I generali del Fuhrer (1998), Tutti gli uomini di Hitler (1999)
Ha collaborato alla realizzazione di 5 film-inchiesta: Vittime e carnefici (1998), Hitler, amore e morte (1999), I misteri del nazismo (2001), La guerra è finita (2002), I misteri del nazismo 2 (2003).
Ha tenuto corsi per alcune università italiane sul rapporto tra Storia, televisione e divulgazione. È stato docente per Università Roma Tre, Facoltà di Lettere e Filosofia, corso “La Storia nella comunicazione televisiva” (anni 200-2016) e per il Master in “Comunicazione storica: multimedialità e linguaggi digitali”. Alla Sapienza Università di Roma: “La Storia in TV” e “Il documento audiovisivo nella documentazione storica”. Università della Tuscia: “Il documentario industriale”. Alla Federico II di Napoli: “Storia in TV, tra documento e racconto”.
Ha partecipato in qualità di relatore a numerosi incontri e conferenze: tra cui un ciclo di Lezioni di Storia all’Auditorium di Roma (2010-2011); al Salone del Libro di Torino come scrittore.

## Opere
- Il Papa buono[12](Rai Eri, 2000)
- Il Principe di Dio[13] (Ancora, 2004)
- Carlo Maria Maritini: il mio Novecento[14](Centro Ambrosiano, 2007)
- Giovanni Paolo I, il Papa del sorriso[15](Rai Eri, 2009)
- La grande storia (Collana in DVD RAI- De Agostini, 2008)

## Riconoscimenti
- 1999 Premio Flaiano[16] (programma Culturale)
- 2006 Premio “Niepokalanow (Film documentario “Giovanni Paolo I, il Papa del sorriso”)
- 2007 Premio Qualità nei Media[17](serie La grande Storia)
- 2008 Premio “Qualità nei Media” (serie “Correva l’anno”)
- 2015 Premio Enzo Biagi[18] (Qualità letterarie e ricerca storica)

## Onorificenze
Ufficiale dell’Ordine al merito della Repubblica Italiana «Di iniziativa del Presidente della Repubblica» - 21 dicembre 2015